# Сант-Анджело-а-Скала
Сант-Анджело-а-Скала (італ. Sant'Angelo a Scala) — муніципалітет в Італії, у регіоні Кампанія,  провінція Авелліно.
Сант-Анджело-а-Скала розташований на відстані близько 220 км на південний схід від Рима, 45 км на схід від Неаполя, 9 км на північний захід від Авелліно.
Населення — 736 осіб (2014).

## Демографія
Населення за роками:

Станом на 1 січня 2023 року в муніципалітеті офіційно проживали 64 іноземці з 20 країн, серед них 2 громадяни країн Євросоюзу та 5 громадян України.

## Сусідні муніципалітети
- Альтавілла-Ірпіна
- Каприлья-Ірпіна
- Гроттолелла
- П'єтрасторніна
- Суммонте